# Palesa Shongwe
Palesa Shongwe (...) è una regista sudafricana.

## Biografia
Ha iniziato la sua carriera nell'industria televisiva e cinematografica sudafricana in veste di scrittrice e coordinatrice di produzione.
In seguito si distingue come ricercatrice per documentari, e partecipa alla rassegna Film Talent Incubator, dove Atrophy, la sua opera prima (presentata anche alla 21º edizione del Festival del cinema africano, d'Asia e America Latina di Milano), le vale il premio per la miglior regia. Il cortometraggio riceve anche il premio della giuria al Festival internazionale del cortometraggio di Oberhausen.

## Filmografia
- Atrophy - cortometraggio (2010)
- uNomalanga and the Witch - cortometraggio (2017)
- 11-19 - cortometraggio documentario (2019)